# Новостные ценности
Новостные ценности, также называемые новостными критериями, определяют охват освещения новости средствами массовой информации, а также интерес, проявляемый к новости аудиторией. Новостные ценности не универсальны и могут значительно отличаться в зависимости от культур. На Западе решения о выборе и приоритете тех или иных событий для освещения принимаются редакторами, которые, в свою очередь, опираются на опыт и интуицию. Однако исследования, проведенные Дж. Галтунг и М. Рюге показали: существуют факторы, которые применяются во внимание множеством СМИ и являются типичными для разных культур. Некоторые из этих факторов перечислены ниже. Список также включает в себя результаты работ Филиппа Шлезингера и Алана Белла. По утверждению Линн Райан, «список новостных критериев бесконечен». Среди множества перечней новостных ценностей, составленных исследователями и журналистами, встречаются попытки как выявить общие, межкультурные критерии критерии, так и сосредоточиться на практике СМИ отдельных(чаще западных) наций.
Галтунг и Рюге в своем исследовании предлагают систему из 12 факторов, описывающих события и в совокупности определяющих ценность той или иной новости. Сосредоточив внимание на газетах и новостных передачах, ученые разработали перечень наиболее значимых факторов при выборе новостей для освещения в СМИ. Их теория показала: чем больше событие отвечало критериям, представленным в списке, тем выше была вероятность его освещения в газете. Кроме того, Галтунг и Рюге выдвинули три основополагающих гипотезы:
1. гипотеза суммируемости (чем большему количеству требований событие удовлетворяет, тем выше вероятность того, что оно станет новостью);
2. гипотеза взаимодополняемости (присутствие некоторых факторов склонно исключать существование других);
3. гипотеза отсева (если событие удовлетворяет лишь небольшому количеству требований либо не удовлетворяет ни одному из них, оно не является информационным поводом).

Множество внутренних и внешних факторов влияет на решение журналиста о том, какие истории достойны освещения, на интерпретацию проблемы и на значение, уделяемое конкретной новости. Эти факторы иногда могут привести к предвзятости или неэтичному освещению событий.

## Новостные ценности
- Частотность: Событие, произошедшее внезапно, не являющееся повседневным, будет освещено с гораздо большей вероятностью чем то, которое развивается постепенно, в течение длительного времени, которое успело стать привычным для аудитории.
- Осведомленность: аудитория должна быть знакома с культурой, в рамках которой происходит освещаемое событие.
- Негативный характер: новостная ценность негативно окрашенных историй выше.
- Неожиданность: Необычные, единичные события, способные удивить, вызывают больший интерес у публики, чем новости о вещах, происходящих регулярно(ежедневно).
- Однозначность: информация не должна вызывать трудности для усвоения, особенно это касается последствий освещаемого события. Они должны быть ясными и не требующими специфических знаний для понимания.
- Личностный характер: события, в которых отражается деятельность конкретных людей(особенно знаменитостей), привлекают больше внимания;
- Значимость: между новостью и аудиторией должна существовать связь. Основным фактором здесь становится «близость культур»: язык, внешний вид, род занятий героев истории.
- Отсылка к «элитной нации»: данный критерий указывает на высокий интерес аудитории к событиям в мировых державах. Чем более страна влиятельна, тем привлекательнее новость о ней.
- Отсылка к элите: история об известном аудитории/влиятельном/богатом человеке привлечет больше внимания.
- Конфликт: история с конфликтом производит драматический эффект и имеет высокий шанс стать новостью.
- Согласие: истории, которые соответствуют ожиданиям СМИ, получают большую огласку чем те, которые ожидания не оправдывают.
- Преемственность: история, часть которой уже была рассказана в СМИ, может по инерции оставаться новостью. С одной стороны потому, что команда СМИ может находиться на месте событий, с другой — аудитория уже знакома с ситуацией и журналисту будет легче рассказывать о произошедшем.
- Композиция: истории соревнуются друг с другом за место в СМИ. Редактор всегда стремится к балансу в освещении различного рода событий, например, избегается чрезмерное освещение негативных новостей, которые стараются уравновесить позитивными. Таким образом, возможность события стать новостью зависит не только от собственной информационной ценности, но и от характеристик других историй, находящихся в поле зрения СМИ.
- Конкуренция: коммерческое или профессиональное соперничество между СМИ способно побудить журналиста искусственно повысить или понизить новостную ценность той или иной истории.
- Дополнение: история, обладающая лишь незначительной информационной ценностью, но связанная с более крупным и привлекательным событием и способная дополнить рассказ о нём, также же имеет шанс стать новостью.
- Наличие заготовок: событие, о котором уже имеется определённая информация, более привлекательна для журналиста чем та, работу по которой надо начинать с чистого листа.
- Предсказуемость: событие будет освещено с большей вероятностью, если оно было запланировано.
- Временные рамки: работа в условиях сжатых сроков определяет желание СМИ выбирать события, которые можно изучить и представить аудитории в течение небольшого промежутка времени.
- Материально-технический аспект: несмотря на развитие и доступность современных средств связи и транспортировки, события, произошедшие в отдаленных, труднодоступных регионах имеют меньшую вероятность быть освещенными в СМИ.
- Данные: чтобы не потерять доверие публики и заработать репутацию надежного источника информации, журналист должен подтверждать свои слова фактами. По этой причине для него наиболее привлекательно событие, информация о котором находится в свободном доступе. Данный факт позволяет составить непредвзятое мнение о произошедшем и наиболее полно и объективно рассказать историю.

## Восприятие новостей аудиторией
Традиционные модели исследований концентрируют внимание на журналисте и его взглядах о новостях. Однако следует помнить, что процесс производства новостей интерактивен и включает в себя не только производителя новости -журналиста, но и её «получателя» — аудитории. Необходимо отметить и то, что с ростом гражданской журналистики и современных средств связи границы между журналистом и его аудиторией стремительно сокращаются.
Критерии, влияющие на восприятие новостей аудиторией, изучены мало в большинстве своем потому, что выявить общие факторы и интересы в масштабах массовой аудитории представляется невозможным.
Основываясь на многолетний опыт работы в газете, журналист Аластер Хетерингтон (1985) отмечает: «…всё, что нарушает спокойствие человека, его благополучие и комфорт, является новостью и достойно освещения».
Уайт-Венейблс (2012) считает, что для аудитории новость — это сигнал опасности. Психологи и приматологи утверждают, что люди и обезьяны постоянно наблюдают за обстановкой в окружающей их среде и следят за появлением информации, которая может быть сигналом возможной физической опасности или угрозой для устойчивости их социального положения. Подобная чувствительность к сигналам опасности является мощным и фактически универсальным механизмом выживания.
Сигнал опасности обладает двумя основными характеристиками: вероятность изменений и степень, в которой эти изменения могут повлиять на безопасность индивида.
Эти же две характеристики применимы для описания новости. Новостная ценность истории с точки зрения интереса, который она представляет для аудитории, определяется масштабами потенциальных перемен от неё и степенью влияния этих перемен на жизнь индивида или группы. Результаты исследований показывают, что журналисты иногда управляют этими характеристиками для того, чтобы усилить или наоборот умалить значимость той или иной истории.
Аспект безопасности пропорционален важности истории для индивида, для его семьи, для социальной группы и для общества в целом (в порядке убывания). В какой-то момент наступает «граница важности», после которой возможные перемены уже не воспринимаются значимыми или достойными освещения. Положением этой границы могут управлять журналисты, PR-специалисты, властвующая элита для отстранения или поддержки определённых групп. Например, чтобы отдалить аудиторию страны от врага в период войны или, напротив, чтобы заострить внимание на затруднительном положении в других регионах и побудить тем самым к поддержке программ финансовой помощи.